# Motte Dinklar

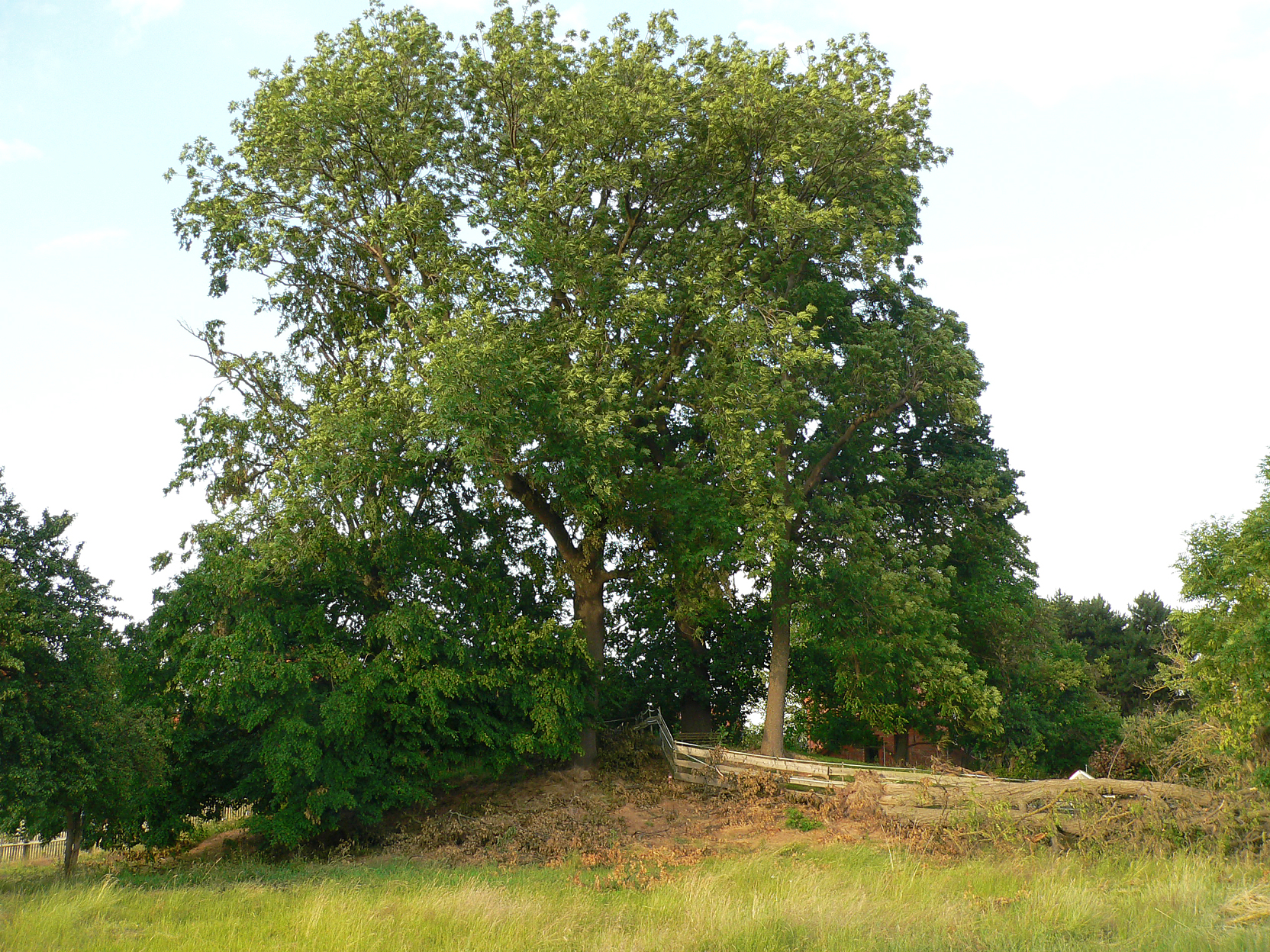
Der Mottenhügel mit Baumbestand

Die Motte Dinklar ist eine abgegangene Niederungsburg in der Bauweise einer mittelalterlichen Turmhügelburg (Motte) in Dinklar, einem Ortsteil von Schellerten im Osten des Landkreises Hildesheim in Niedersachsen.
Der Burghügel befindet sich im Ort südlich der katholischen Kirche St. Stephanus. Sein Durchmesser beträgt etwa 42 m und die Höhe beläuft sich auf 4,35 m. An einer Seite wurde Boden für die Anlage einer Grotte abgetragen. Die Erhöhung ist mit mehreren Laubbäumen bestanden. Stellenweise ist eine um den Hügel verlaufende Grabenmulde zu erkennen. Ein früherer Burggraben könnte vom Bach Dinklarer Klunkau gespeist worden sein, der in etwa 50 Meter Entfernung vorbeifließt.
Möglicherweise besteht eine Verbindung der Anlage mit dem von 1183 und dann von 1220 bis 1390 in den Schriftquellen nachweisbaren Ortsadelsgeschlecht derer von Dinklar, das im Hochstift Hildesheim das Marschallamt ausübte. 